# Larks’ Tongues in Aspic
Larks’ Tongues in Aspic (с англ. — «Заливное из язычков жаворонков») — пятый студийный альбом группы King Crimson, выпущенный в 1973 году. Это дебютный альбом третьей инкарнации King Crimson в составе основателя группы и гитариста Роберта Фриппа, а также новых участников: Джона Уэттона (вокал, бас), Дэвида Кросса (скрипка, меллотрон), Джейми Мьюира (перкуссия, ударные) и Билла Бруфорда (ударные). Тексты песен написаны Ричардом Палмером-Джеймсом. 
В 2015 году альбом занял 20-е место в списке «50 величайших прог-рок-альбомов всех времён» журнала Rolling Stone, 25-е место в списке «25 лучших классических альбомов прогрессивного рока» по версии PopMatters, а также поднялся до 14-го места в списке лучших альбомов прогрессивного рока по версии Prog Archives.

## Об альбоме
В конце тура по продвижению предыдущего альбома Islands Фрипп решил расстался с тремя другими участниками группы, а также постоянным автором текстов King Crimson Питером Синфилдом и начать исполнять более резкую музыку, опираясь на такие влияния, как Бела Барток, Игорь Стравинский, Джими Хендрикс и свободную импровизацию. Для реализации этой идеи Фрипп сначала нанял бас-гитариста и певца Джона Уэттона и свободно импровизирующего перкуссиониста  Джеми Мюира, ранее игравшем в Music Improvisation Company. Мьюир иногда играл на обычной ударной установке, но чаще использовал ряд небольших ударных инструментов, включая лист металла и мбиру. Также Фрипп нанял ударника Билла Бруфорда, который покинул группу Yes ради участия в King Crimson. Последним членом новой группы стал Дэвид Кросс, иногда игравший на клавишных инструментах и флейте.
Альбом открывает первая часть длинной инструментальной пьесы под названием «Larks’ Tongues in Aspic», давшей название альбому. По легенде, это название придумал Мюир: когда во время репетиции кто-то спросил, как же назвать эту композицию, Мюир не задумываясь ответил: «Заливное из язычков жаворонков, конечно, как же иначе». Далее следуют три вокальных пьесы: «Book of Saturday», «Exiles» и «Easy Money». Завершается диск двумя инструментальными композициями: «The Talking Drum» и второй частью «Larks’ Tongues in Aspic». 
Инструментальные пьесы на этом альбоме подвержены сильному влиянию джаз-фьюжн, а некоторые части близки к хеви-метал. Яростный, «угловатый» характер альбома приписывается влиянию Белы Бартока.

## Список композиций

### сторона А
1. «Larks' Tongues in Aspic, Part One[англ.]» (Кросс, Фрипп, Уэттон, Бруфорд, Мюир) — 13:36
2. «Book of Saturday» (Фрипп, Уэттон, Палмер-Джеймс) — 2:49
3. «Exiles» (Кросс, Фрипп, Палмер-Джеймс) — 7:40

### сторона Б
1. «Easy Money» (Фрипп, Уэттон, Палмер-Джеймс) — 7:54
2. «The Talking Drum» (Кросс, Фрипп, Уэттон, Бруфорд, Мюир) — 7:26
3. «Larks' Tongues in Aspic, Part Two[англ.]» (Фрипп) — 7:12

## Участники записи
- Дэвид Кросс — скрипка, альт, меллотрон, флейта в Exiles[13];
- Роберт Фрипп — гитара, меллотрон;
- Джон Уэттон — бас-гитара, вокал, фортепьяно в Exiles;
- Билл Бруфорд — ударные;
- Джеми Мюир — перкуссия;

Приглашённые участники
- Ник Райан (Nick Ryan) — инженер;
- Ричард Палмер-Джеймс — стихи